# BAFTA-galan 1950
BAFTA-galan 1950 var den tredje upplagan av British Academy Film Awards som hölls den 29 maj 1950 och belönade insatser i filmer som visades i Storbritannien 1949.

## Vinnare och nominerade
Vinnarna listas i fetstil.
| Bästa film från vilket ursprung som helst | Bästa brittiska film |
| --- | --- |
| - Cykeltjuven - Berliner-ballad - Den tredje mannen - Fönstret - Knock-out - Sierra Madres skatt - Sista etappen                                           | - Den tredje mannen - Biljett till Burgund - Det hemliga rummet - Massor av whisky - Sju hertigar - Spader dam - Vilse i London             |
| Bästa dokumentär | Special Award |
| - Daybreak in Udi - Circulation - The Cornish Engine - Drug Addict - Isole nella laguna - The Liver Fluke in Great Britain - Report on the Refugee Problem | - La Famille Martin - A Fly in the House - Tale About a Soldier - Accidents Don't Happen, No. 5 - Dots and Loops - The Legend of St. Ursula |
| United Nations Award | |
| - Det dagas - Au carrefour de la vie - Daybreak in Udi - The People Between - Sardinia Project                                                             | |